# Rubén Grau
Rubén Grau (Buenos Aires, Argentina;15 Nov 1959) es un pintor, dibujante, poeta y escultor argentino.

## Biografía
Estudió Arquitectura y Artes visuales. Su formación y los oficios realizados durante su vida, generan en sus obras una relación con lo cotidiano una poética de lo artesanal, que Grau definió como Conceptualismo caliente latinoamericano, en 1997, durante su conversación con Leonel Estrada, quien la publica en su libro Arte actual, diccionario de términos y tendencias se distingue del conceptualismo internacional donde prevalece lo racional por sobre lo material – objetual, en el conceptualismo caliente el hacer artesanal, el oficio, la materia otorgan la sustancia a la obra. Lo emotivo y la idea se funden y resignifican durante el proceso, ahí quedan unidos los recuerdos, las cicatrices, la memoria colectiva, el cuerpo del objeto y del propio artista."
A partir de 1983 Grau viaja a Brasil recorriendo y conviviendo en diversas comunidades, realiza sus primeras acciones ecológicas y exposiciones, en Florianópolis, Harry Laus Director del MASC elogia su obra y es incorporada al acervo del Museo. En 1986 durante uno de sus viajes a Buenos Aires Rubén conoce a la artista Adriana Barassi, regresan juntos a Brasil viven en Morro das Pedras (un pequeño pueblo de pescadores). Realizan en Brasil algunas exposiciones juntos y en 1988 deciden regresar e instalarse en Buenos Aires. Comienzan la construcción de su casa/taller, en el barrio de Caballito, la realizan con sus propias manos, reciclando todo tipo de materiales.¨La realización de la casa/taller, como una obra de arte orgánica fue creciendo desde el interior a medida que aparecían los elementos se definían los espacios fue necesario trabajar con todos los aspectos del Ser, lo corporal, lo intelectual, lo emocional, ejercitar la voluntad y la paciencia para levantar nuestro Témenos durante cuatro años ¨ R.G. Durante 1996, viajan por primera vez a New York para realizar la exhibición Bookspace en la Angel Orensanz Foundation. Se hospedan en el mítico 17 Hotel y deciden casarse en el City Hall. De regreso en Buenos Aires trabajarán juntos desarrollando sus obras durante 34 años. En el año 2019 Adriana deja esta dimensión, legando un gran cuerpo de obra que incluyen, dibujos, pinturas, esculturas, e instalaciones recopiladas en el libro Adriana Barassi (Un viaje por su bosque encantado), libro homenaje editado por Rubén Grau y presentado en la exhibición El silencio ve, realizada en el Museo Caraffa. Junto al proyecto casa-museo Barassi-Grau.

## Obra
Sus obras abarcan diversas disciplinas, pintura, dibujo, poesía visual, instalaciones.
Sus obras de poesía visual se desarrollan mediante diversas técnicas y elementos encontrados, recuperados del olvido...

"En Grau los estados del Ser son sinónimos de sus moradas, las que, por un momento, de modo provisorio, el Ser ocupa en su viaje con proa al infinito. Antes hablé de materias humildes, las moradas en Grau están construidas con gomas de borrar, jabón, carbón y mica, plomo y trigo, cera y ramas. Si, como dicen algunos tratados, la Piedra Filosofal está hecha con lo que las sirvientas arrojan a la calle mientras hacen la limpieza – agua jabonosa, sucia-, cada casa del Ser en el arte de Grau está construida con lo que otros llaman – Wittgenstein dixit- viruta de taller, aquello que otros consideran inútil, desechable."

Durante el año 1983 se establece durante años en Brasil, donde realiza investigaciones antropológicas y convive en diversas comunidades.
En 1986 regresa a Buenos Aires conoce a la artista Adriana Barassi trabajan juntos en diversos proyectos de arte y vida. Luego de vivir juntos en Brasil , regresan a Buenos Aires. En 1988 conforman el grupo Confluencia, junto a Juan Le Parc, Teresa Volco, Juan Carlos Romero, Alcides Martínez Portillo, Adriana Barassi, Verónica Artagaveytia.
Realizan intervenciones y acciones de Land art
El silencio ve. Rodrigo Alonso
En sus múltiples apariciones, el trabajo de Rubén Grau adopta como de-nominador común la continua exploración de los modos estrictamente artísticos de producción de sentido. Aunque por momentos el propio ar-tista lo encuadre en la poesía visual u objetual, esta denominación – cada vez más forzada a conformar las regulaciones de una categoría – resulta insuficiente a la hora de ponderar la pluralidad de los materiales, recursos plásticos y procedimientos técnicos empleados por él en la realización de sus obras. La articulación entre palabra, concepto y visualidad en cada una de ellas exhibe una complejidad singular, que muchas veces no se acomoda a las especificidades de ninguna categoría.
Si bien es cierto que la palabra – principalmente en sus versiones sim-bólicas y metafóricas – ocupa un rol central en muchas piezas, ésta nunca aparece desmaterializada. Por el contrario, es su encarnadura en elemen-tos muy puntuales, por lo general precarios e inestables (madera, azúcar, sombras, etc.), lo que las dota de su máxima potencia semántica. La pala-bra es siempre justa, precisa, contundente. Aun cuando pueda expandirse en una miríada de resonancias, no hay ambigüedad en su elección: amor, deseo, límite, realidad o progreso no son vocablos cualesquiera destina-dos al capricho de las interpretaciones, sino selecciones portadoras de una perspectiva estética y filosófica sobre el mundo.
“En algunos de mis trabajos en el campo de la poesía visual-objetual – sostiene Grau – indago las resonancias, las amplificaciones o el desgaste del sentido de las palabras, de las cosas, la poíēsis de los oficios y la posibi-lidad de restaurar su aura”. El concepto no es ajeno aquí a su construcción fáctica ni a los efectos del tiempo. En las obras del artista, los materiales y las herramientas del universo de la construcción edilicia se repiten sin cesar, no sólo como un modo de equiparar el andamiaje intelectual con el que sostiene los edificios que nos rodean, sino, además, como homenaje a un oficio artesanal que lentamente se va perdiendo… como la lectura y la escritura. Y si bien es cierto que ni los edificios ni los textos van a desapa-recer al ser producidos tecnológicamente, no es su anulación sino la de su aura la que preocupa al autor. 
Esa preocupación se plasma en una sensibilidad que pone sus acentos en la fragilidad, precariedad y transitoriedad de los objetos que nos rodean. No hay, sin embargo, una mirada trágica sobre esto. La vida misma comparte esas propiedades, como lo hace también la música, a la cual Ruben Grau observa con especial atención. Ritmos, instrumen-tos, armonías, partituras se suceden en diferentes trabajos, haciendo refe-rencia a una sonoridad que suele estar ausente en sus objetos e instalacio-nes. No obstante, hay un elemento central en la música que es asimismo un eje primordial en la producción del artista: el silencio. Un silencio que a veces se traduce en cualidades visuales (vacíos, blancos, transparencias, etc.), pero que nombra principalmente al estado que favorece la reflexión y la contemplación. Un silencio que es la incubadora del pensamiento. Un silencio que potencia los sentidos. Un silencio que ve.
Este proyecto estético que parece a primera vista monumental, cobra vida, curiosamente, en obras que por lo general son pequeñas y frágiles. Grandes conceptos cristalizan en materiales simples, pobres, elementales. Hay, por otra parte, un extremo poder de síntesis que concentra ideas y proposiciones simbólicas en algunos pocos objetos recurrentes, como las sillas, los libros, las herramientas de construcción, los andamios. 
Claude Lévi-Strauss decía que el arte es una suerte de modelo reducido del mundo, que facilita la aprehensión de estructuras complejas difíciles de captar en la realidad física. Las obras de Rubén Grau parecieran coin-cidir con esta apreciación. Pero su propuesta conceptual no se limita a constatar o transponer observaciones sobre su entorno, sino que aportan, además, una cierta perspectiva utópica. “Como constructor siempre me maravilló el ladrillo – asegura – ese mínimo elemento constructivo que, ligado a cuatro elementos (arena, cal, cemento y agua) es capaz de realizar los más magníficos sueños arquitectónicos de la humanidad.” 
En este sentido, cada una de las obras de Rubén Grau puede caracteri-zarse, a la vez, como una lectura y un proyecto. Una lectura de nuestro mundo, nuestra realidad y nuestro tiempo. Un proyecto de magníficos sueños por imaginar.

## Performances, acciones simbólicas y ecológicas
- Grupo Confluencia
- Land Art "Encuentro en la cumbre de dos mundos Aconcagua-Mont-Blanc C.C.Recoleta Bs As y Espace Kronenbourg, París
- Proyecto Aconcagua, Land art. Ascenso y acciones múltiples Museo Arte Moderno, Mendoza
- Centro Cultural Recoleta .Buenos Aires
- Espacio Latinoamericano de París
- El patio de los naranjos C.C.R.

## Acciones con el grupo Escombros entre 1989-1993
- Artistas de lo que queda en las XI Jornadas Internacionales de la Crítica. Instalación participativa "Astrolabio" CAYC – C.C. Recoleta
- "Recuperar" Fábrica Avellaneda. --"La Ciudad del arte" La Plata,

## Exposiciones
Desde 1994, participa, entre otras:
- XIII Jornadas Internacionales de la Crítica. Instalación "Sin pan y sin trabajo" CAYC Embajada de la RFA., British Council, Centro Cultural Recoleta
- Premio CAYC- KLEM C.C.Recoleta
- FIAL ´94 Feria de Arte Latinoamericano, Bélgica 1993
- Southern", Galería SEUL. Bruselas, Bélgica
- Galería Arte Primitivo, Torino, Italia
- Vª Bienal Chandon Museo Nacional de Bellas Artes
- "Bookspace"". Instalación. "Mackbeth porteño" Angel Orensanz Foundation, New York
- AEIUO. Instalación "Tantalia", sobre obra de Macedonio Fernández, Sala Cronopios Centro Cultural Recoleta
- Premio Austria Museo Nacional de Bellas Artes
- Dibujo Argentino contemporáneo, C. C. Borges - Festival Internacional de Arte de Medellín. Colombia (Representa Argentina junto a Marta Minujín, Luis Benedit, Carlos Gallardo) realiza la instalación ¿ Dónde ? y "Memoria del Río" (Intervención ecológica-participativa con 300 alumnos de escuelas primarias)
- Premio Costantini Museo Nacional de Bellas Artes. Espacios de la inocencia, Roberto Elia, Rubén Grau, Pelissier y Faunes C C Recoleta – 2002
- El nácar vé (retrospectiva de obras 1997- 2002) C.C. Borges, 2004 Castresana Gallery, 2005
- Mitos Urbanos, Pesce, Grau, Molinari, C.C.C. Bs. As.
- 2006 - Poética del silencio, Roberto Elia
- Rubén Grau IILA Instituto Italoamericano de cultura, Palazzo Santa Crocce Roma, Italia

Curadora Irma Arestizabal
- Artour, Tomaso Binga, Espartaco, Grau, Courten, Firenza, Italia.
- Prosa del Observatorio, Lavatoio Contumaciale, Roma
- Poesía visual argentina Mercedes Esteves- Carlos Espartaco- Rubén Grau Palazzo Orsini, Bomarzo. Italia
- Prosa del observatorio C. C. Borges. curador de Mássimo Scaringella, Bs As. 2007
- Palazzo Orsini- Bomarzo a Bomarzo (homenaje a Manuel Mujica Lainez)– Tomaso Binga, Mercedes Esteves- Carlos Espartaco- Rubén Grau, Italia – 2008
- Pan cotidiano, pinturas objetos. C.C.C.
- La escritura como construcción del discurso Carlos Espartaco- Rubén Grau, Mercedes Esteves (Argentina) Gianfranco Baruchello, Nanni Balestrini, Lamberto Pignotti (Italia) Lavatoio Contumaciale (Fundación Filiberto Menna) Roma, Italia
- Olii Essenziali, Bruno Ceccobelli, Elvio Chiricozzi, Gianni Dessi, Giuseppe Gallo, Ruben Grau, Jannis Kounellis, Pizzi Cannella, Pupillo,

curador de Mássimo Scaringella. Roma
- Palabras, imágenes y otros textos, poesía visual de artistas internacionales y argentinos. Colección Palli y Colección MAMBA : Fluxus, Yoko Ono, Joseph Beuys, John Cage y Ben Vautier, Ruben Grau, Alberto Greco, Jannis Kounellis, Pizzi Cannella, Kuitca, Prior, Oscar Bony, Liliana Porter, entre otros

Curada por Marco Bazzini, Laura Buccellato, Massimo Scaringella, Guadalupe Ramírez Oliberos .
- El silencio ve. Exhibición antológica obras 2006-2023. Curador Rodrigo Alonso. Museo Emilio Caraffa. Córdoba. Argentina

## Principales obras
- "Sin pan y sin trabajo" (1994) XI jornadas internacionales de la crítica, organizadas por Jorge Glusberg CAYC
- "Macbeth porteño" (1996)
- "Tantalia", sobre Macedonio Fernández (1995)
- "Memoria del Río" (1997)
- "Dónde" (1997) instalación con la cual representa a Argentina junto a Marta Minujín, Luis Benedit, Hernan Dompé
- "Poética del silencio". 2006. Grau-Elia IILA instituto Italo americano de Cultura Roma curadora Irma Arestizábal.
- "Prosa del observatorio ". 2007. C.C. Borges Bs.As. Curador Massimo Scaringella.
- "Todo es espejo". 2011. Bs.As. http://www.ambito.com/diario/noticia.asp?id=523076 (enlace roto disponible en Internet Archive; véase el historial, la primera versión y la última).
- "Proyecto Mnemosyne" 2011-2013

- "20 años, 20 esculturas”, UNSAM La Universidad Nacional de San Martín inaugura un paseo de esculturas en el Campus Migueletes, como parte del festejo por sus 20 años de trayectoria.

Artistas: León Ferrari, Enio Iommi, Jorge Gamarra, Pablo Reinoso, Leopoldo Maler, Gyula Kosice, Julio Le Parc, Jacques Bedel, Pájaro Gómez, Rogelio Polesello, Juan Carlos Distéfano, Osvaldo Chiavazza, Alberto Bastón Díaz, Hernán Dompe, Norberto Gómez, Rubén Grau, Nadia Guthmann, Marie Orensanz, Lucía Pacenza, Tomás Saraceno y María Juana Heras Velazco